# Идеальная причёска навсегда
«Идеальная причёска навсегда» (англ. Perfect Hair Forever) — американский мультсериал, пародия на аниме, созданный и спродюсированный компанией Williams Street (англ.). Впервые был показан на канале Adult Swim в США 7 ноября 2004 года, и на канале англ. Teletoon Detour в Канаде.

## Сюжет
Действие мультсериала вертится вокруг молодого мальчика по имени Джеральд, который отправляется в путешествие, чтобы найти Идеальную Причёску Навсегда (Perfect Hair Forever), которая остановила бы его преждевременное выпадение волос. Во время его путешествия к нему присоединяется много странных компаньонов. Противостоят ему Коиффио и его помощники. Причин, объясняющих их ненависть к нему, в сериале никогда не раскрывается.

## Производство сериала
Эпизоды мультсериала связаны между собой сюжетом, что ранее не было присуще остальным мультсериалам от Williams Street (напр. «Космический призрак», «Aqua Teen Hunger Force», «МорЛаб 2021» и пр.). Также у каждого эпизода шоу присутствуют совершенно разные опенинги и эндинги, как в плане с музыкой, так и в визуальном плане.
После того, как закончился первый сезон шоу, состоящий из 6 серий, создатели сообщили, что они не собираются продолжать шоу.
Однако в октябре 2006 года Adultswim.com заявил, что Perfect Hair Forever вернётся с совершенно новыми 16 эпизодами, которые будут показаны только у них на веб-сайте. Хоть этого все ещё не случилось, первый эпизод 2 сезона все-таки был показан по интернету. Также в 2014 году Adultswim.com выложил ещё 2 совершенно последних серии, считающихся 3 сезоном. Таким образом всего на данный момент существует 9 серий.

## Персонажи
- Джеральд Болд Z (Gerald Bald Z) — главный герой шоу, Джеральд, юный мальчик, страдающий от серьёзного выпадения волос, отправляющийся в путешествие, чтобы найти Идеальную Причёску Навсегда (Perfect Hair Forever). Путешествие является прямой отсылкой к аниме «Драконий жемчуг». Мальчик является оптимистом, который верит, что рано или поздно он обязательно достигнет своей цели.

- Экшн Хотдог (Action Hotdog) — первый «помощник» Джеральда, присоединившийся к нему, как подарок от Дяди Дедушки (Uncle Grandfather). Хотдог всегда летает рядом с Джеральдом и говорит только одну фразу: «Doo da la-la-la-la-la-la la la-la-laaaaa-la-la!»

- Коиффио (Coiffio) — главный «злодей» сериала, человек-индивидуалист с огромной разноцветной причёской. Он очень похож на Дядю Дедушку (Uncle Grandfather), только в отличие от него, Коиффио находится в хорошей спортивной форме.

- Типо Кот/Человек-кот (Catman) — сердитый толстый человек в костюме Кота. Он — главная «шестёрка» Коиффио. У него есть миниган, из которого он стреляет во всё, что его раздражает.

- Норман Дуглас (Norman Douglas) — также известный, как Inappropriate Comedy Tree (Ненужное Комедийное Дерево). Норман сначала был агентом Коиффио. Его задание было следить и наблюдать за Джеральдом. Он всегда говорит очень громко, что раздражает всех находящихся рядом. Не доверяет Terry/Twisty (Терри/Твисти).

- Дядя Дедушка (Uncle Grandfather) — отец Джеральда, объект подражания для него. Дядя почти всё время проводит у себя дома, наблюдая за попкой сексуальной Бренды или читает порнографию.

- Терри/Твисти (Terry/Twisty) — одно из существ, присоединившихся к Джеральду. Терри/Твисти — это торнадо, которое осознаёт, что страдает раздвоением личности.

- Молодой Человек (Young Man) — «Король всех животных», как он сам себя называет, молодой, полный энергий человек, одетый в ярко-пурпурный костюм.

- Род, Аниме Бог (Rod, the Anime God) — «Бог» аниме. Род — это огненное существо с склонностью к внезапному появлению перед лицами людей, когда они этого менее всего ожидают.

## Пародии
- Космический призрак часто появляется в эпизодах, в основном, в комичном варианте. В мультсериале Призрак часто попадает в нелепые ситуации.

## Эпизоды[2]

### Сезон 1 (2004—2005)
1-01. 07.11.04. «Pilot»
1-02. 27.11.04. «Tivo Your eBay»
1-03. 21.11.05. «Cat Snatch Fever»
1-04. 11.12.05. «Happy Suck Day»
1-05. 18.12.05. «Tusk»
1-06. 25.12.05. «Woke Up Drunk»

### Сезон 2 (2007)
2-01. 01.04.07. «Return to Balding Victory»

### Сезон 3 (2014)
3-01. 01.04.14. «Muscular Distraction — A»
3-02. 01.04.14. «Muscular Distraction — B»

## Интересные факты
- Пилотный выпуск мультсериала должен был состояться в один день с пилотным запуском мультсериала «Осьминоги». Как выяснилось позднее, даже в одно время и на одном канале. Канал продолжал анонсировать «Осьминогов» вплоть до момента начала показа, но выпуск так и не был вовремя подготовлен к выпуску в эфир. Таким образом, зрители начали смотреть первую серию «Причёски…» сразу же после объявления «А сейчас смотри́те первую серию „Осьминогов“». Надпись «По техническим причинам в программу передач были внесены изменения» появилась только по окончании вступительных титров «Причёски…»[3]
- Сериал наполнен пародиями на жанр аниме и «абсурдным юмором».